# Cassia javanica
Cassia javanica är en ärtväxtart som beskrevs av Carl von Linné. Cassia javanica ingår i släktet Cassia och familjen ärtväxter.

## Underarter
Arten delas in i följande underarter:
- C. j. bartonii
- C. j. javanica
- C. j. nodosa
- C. j. pubiflora
- C. j. microcalyx

## Bildgalleri

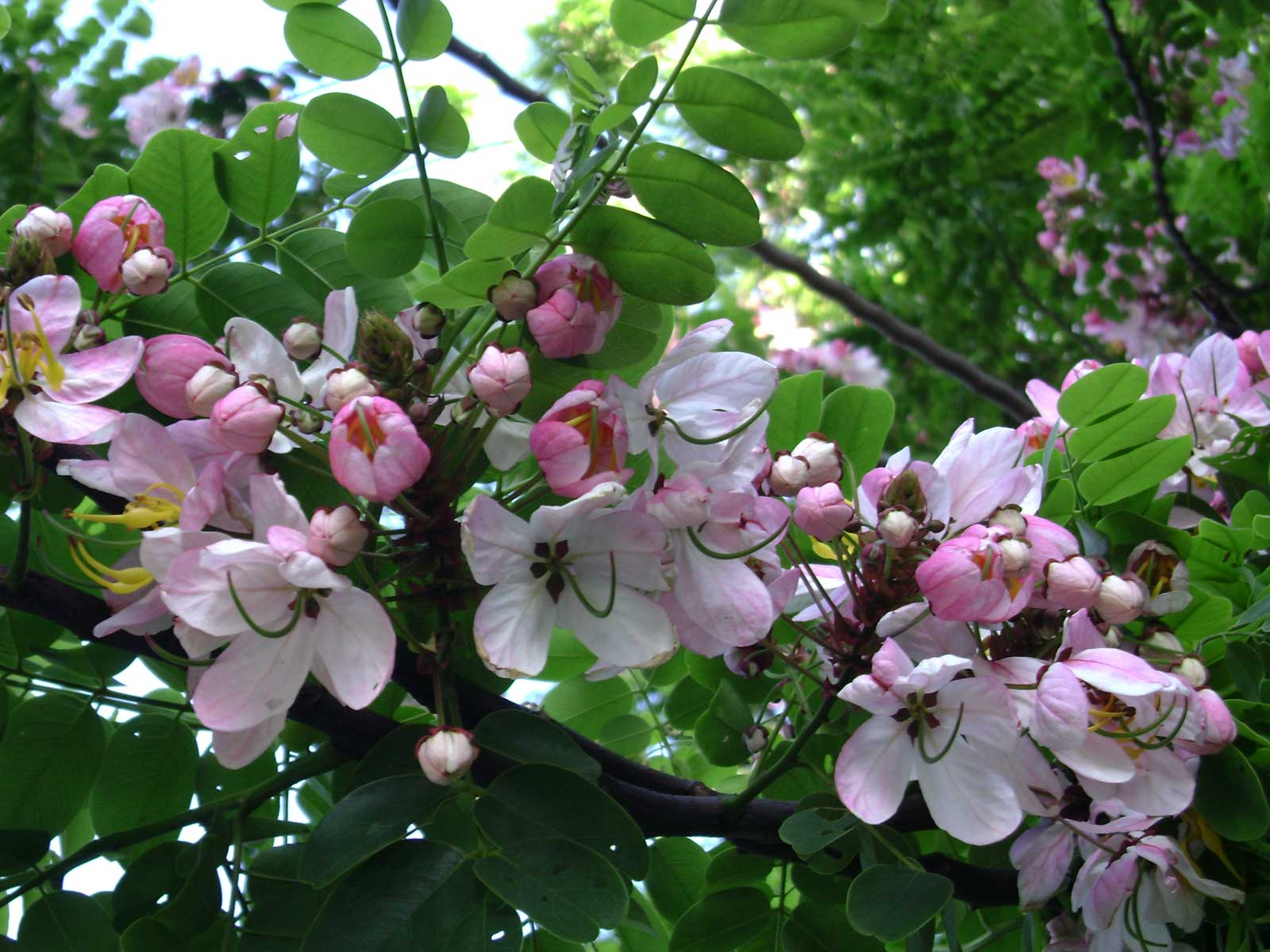
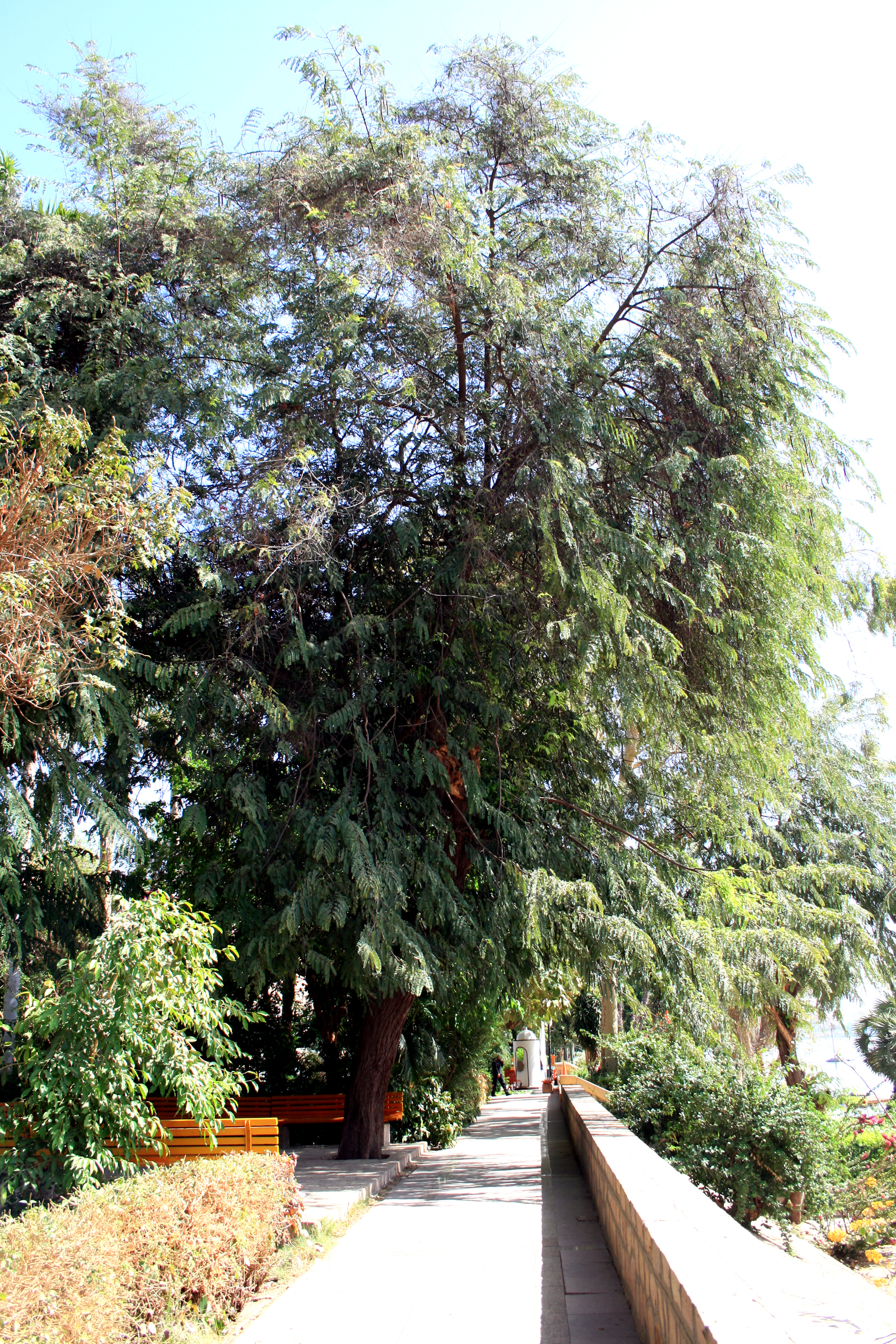
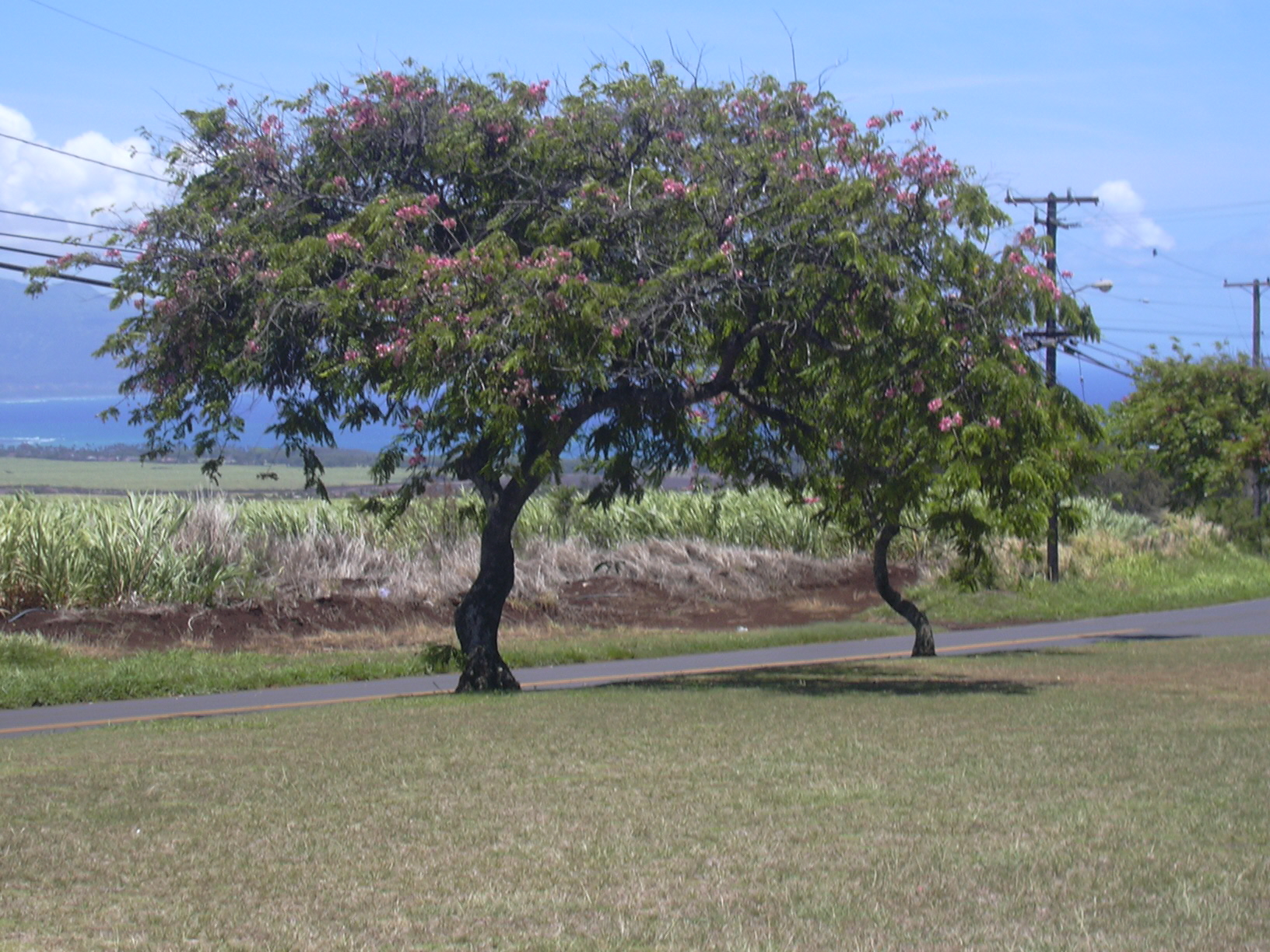
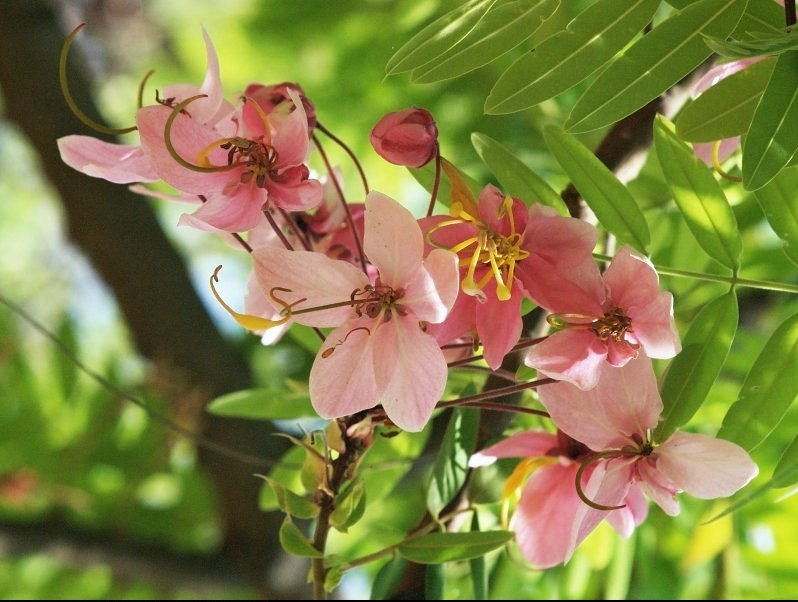
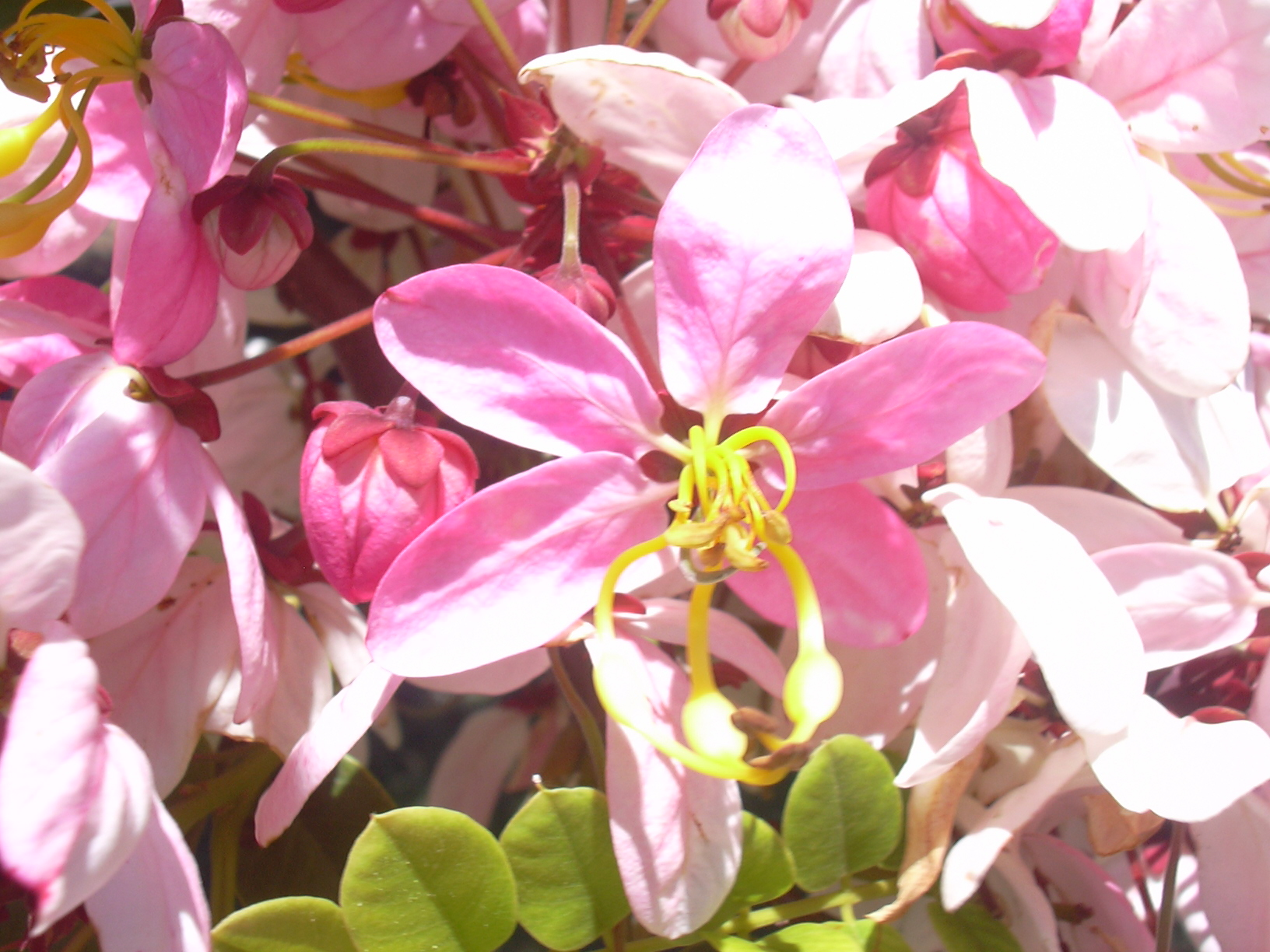
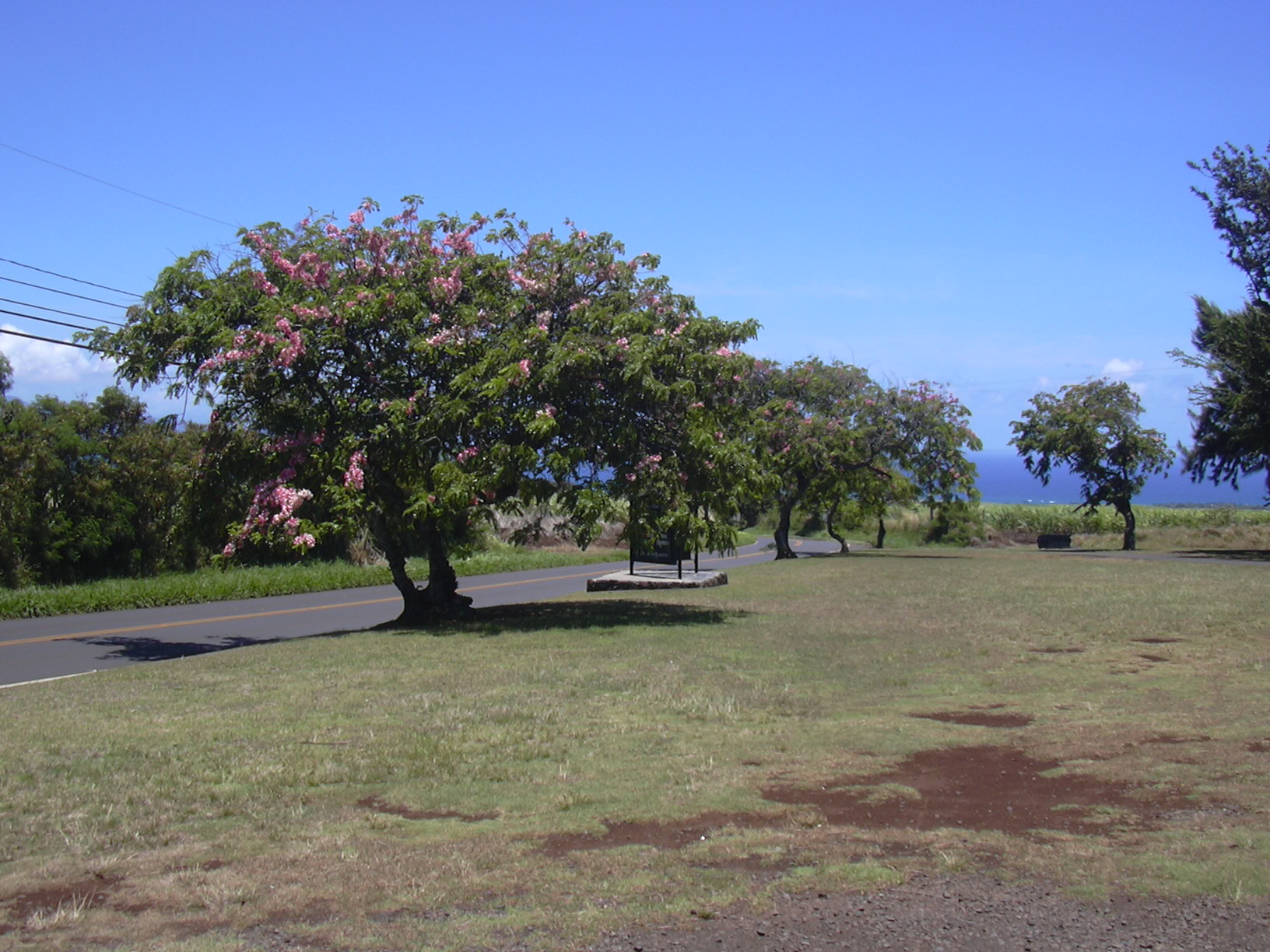